# Matthijs Maris

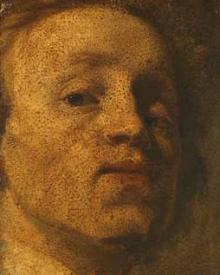
Selbstporträt

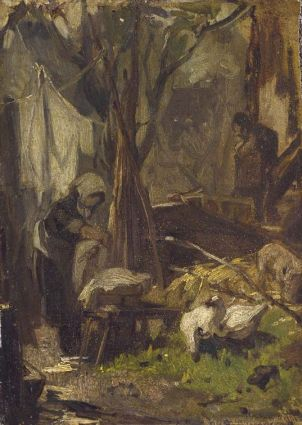
Matthijs Maris, Waschtag, 1917

Matthias Marris (* 17. August 1839 in Den Haag; † 22. August 1917 in London), der sich Matthijs Maris nannte und Thijs gerufen wurde, war ein niederländischer Kunstmaler, der anfänglich im Impressionismus der Haager Schule arbeitete, dessen späteren Werke aber immer mehr zu einem ganz eigenen, von Präraffaeliten beeinflussten Stil abwichen. Daneben war er auch Radierer und Lithograf.

## Familie und Leben
Matthijs war der mittlere von drei Brüdern, die anderen Geschwister waren Jacob Maris und Willem Maris. Sie hatten noch eine ältere Schwester, Henriette. Der Großvater Wenzel Maresch stammte aus Prag, heiratete Anfang des 19. Jahrhunderts die Amsterdamerin Metge Smit und ließ sich mit ihr in Den Haag nieder. 1809 wurde Sohn Mattheus geboren und unter dem Familiennamen Marris eingetragen. Später nannte sich die Familie Maris. Mattheus heiratete Hendrika Bloemert, und da er Druckermeister war, kamen die Kinder früh mit Kunstdrucken der alten Meister in Berührung, die sie bewunderten und nachzuahmen versuchten. So wurde ihr Talent früh entdeckt. Matthijs gilt als der Begabteste der drei Brüder, Jacob jedoch der Erfolgreichere.
1851 erhielt Matthijs seinen ersten Unterricht von J.C.Elink Sterk (1806–1856), der ihm ein Stipendium verschaffte, mit dem er von 1852 bis 1855 die Koninklijke Academie van Beeldende Kunsten (Königliche Akademie der Bildenden Künste) in Den Haag und von 1855 bis 1858 zusammen mit seinem älteren Bruder Jacob die Antwerpsche schilderschool (heute: Koninklijke Academie voor Schone Kunsten van Antwerpen) besuchen konnte, wo er Schüler von Nicaise de Keyser war.
1859 erhielten Matthijs und sein Bruder Jacob von Prinzessin Marianne eine Reihe von Porträtaufträgen, deren Honorare ihnen die Möglichkeit gaben, ein Atelier in Den Haag anzumieten, vermehrt in der Künstlerkolonie Landgut Oosterbeek (das als niederländisches Barbizon gilt) zu arbeiten und die Eltern finanziell zu unterstützen.
Zunächst arbeitete Matthijs im gleichen Stil wie sein Bruder Jacob, nämlich in der Tradition der von ihnen so bewunderten Künstler des 17. Jahrhunderts und stieß ebenfalls zu der von Jozef Israëls um 1870 in Den Haag gegründeten Haager Schule. Charakteristisch für die Haager Schule sind insbesondere Werke, die Ähnlichkeiten zur Schule von Barbizon aufweisen. Später ging er eigene Wege: seine Werke wurden vager, er entfernte sich zunehmend vom Realismus hin zu Visionen, zum Traumhaften. Seine späten Werke spiegeln eher symbolische als real existierende Gegenstände und Situationen wider.
1860 unternahm er mit seinem Bruder Jacob eine Rheinreise bis in die Schweiz und kehrte über Frankreich in die Niederlande zurück. Dabei lernte er Moritz von Schwind und Wilhelm von Kaulbach kennen und beschäftigte sich mit dessen romantischem Stil. Weiterhin hatte die Stadt Lausanne großen Eindruck bei ihm hinterlassen und war Thema einiger seiner Werke.
1867 zog Matthijs nach Paris, wo sich Jacob bereits erfolgreich niedergelassen hatte und den jüngeren Bruder nachholte. 1870 brach der Deutsch-Französische Krieg aus, und Matthijs meldete sich freiwillig zur Garde Nationale, ob aus Pflichtgefühl oder aus finanziellen Gesichtspunkten, ist nicht überliefert. Jacob kehrte 1871 in die Heimat zurück, aber Matthijs blieb noch bis 1877, und erlebte die Pariser Kommune mit. Zwar ist nachgewiesen, dass er selbst kein Kommunarde war, doch erlebte er die Unruhen in der Stadt, die Volksbewaffnung und die Belagerung durch die französischen Regierungstruppen hautnah mit. Seine in dieser Zeit entstandenen Werke wurden auf dem Kontinent nur zögerlich angenommen. Nur dank seines Freundes Elbert van Wisselingh, einem Mitarbeiter der Kunsthandlung A. Goupil, wurde ab und zu etwas verkauft. In England hingegen wuchs das Interesse an seiner Kunst beständig. Der Kunsthändler Daniel Cottier, der auch für sich selbst zahlreiche Werke Matthijs' erwarb, konnte zuerst van Wisselingh und später auch Matthijs Maris überzeugen, sich auf der Insel niederzulassen.
1877 zog Maris schließlich nach London, wo er zeitlebens blieb. Er bezog ein Zimmer in Cottiers Haus und verpflichtete sich im Gegenzug zur Produktion einer bestimmten Anzahl von Werken. Schnell verschlechterte sich seine Beziehung zu Cottier, den Matthijs beschuldigte, ihn auszunutzen und zur Produktion von Werken zu zwingen, die er dann für viel Geld unter die Menschen bringe. Solche Werke, die Matthijs aus finanziellen Gründen anfertigen und verkaufen musste, nannte er abfällig „pot-boilers“ – Brotarbeiten – und distanzierte sich in der Folge von ihnen. Das Versprechen, ihm ein eigenes Atelier einzurichten, habe Cottier nicht eingehalten. Matthijs' Leben verlief einsam, er war unzufrieden und unproduktiv. 1888 kam es zum endgültigen Bruch mit Cottier. Elbert van Wisselingh hatte ihm eine eigene Wohnung in London besorgt und höhere Honorare ausgehandelt, so dass er künftig finanziell sorgenfrei leben konnte. Dennoch produzierte er bis zu seinem Tod nur noch wenig.
Sein Tod erregte vor allem in England hohe Aufmerksamkeit, wo er als großer Künstler geehrt und hoch geschätzt wurde. Er wurde in London begraben.

## Werk
Die meisten seiner Werke befinden sich in Großbritannien und den Vereinigten Staaten in den Händen diverser Museen, aber auch in Privatbesitz. In den Niederlanden sind seine Werke nach wie vor nicht so begehrt wie die seines Bruders Jacob. Einer seiner größten Bewunderer war Vincent van Gogh, wie in einigen seiner Briefe nachzulesen ist.
Maris’ Leben und Werk lässt sich in verschiedene Phasen einteilen. Seine Jahre an der Den Haager Akademie von 1852 bis 1855
bildeten die erste Phase. In dieser Zeit erhielt er zahlreiche Aufträge vom Kunsthändler A. A. Weimar, zum Beispiel Arbeiten im Stil der in dieser Zeit bekannten Maler A. Schelfhout oder B.C. Koekkoek. Weimar sorgte auch dafür, dass Maris von 1853 bis 1855 bei Louis Meijer (1809–1866) arbeiten konnte. Auch dort fertigte Maris hauptsächlich Werke auf Bestellung, begann aber auch mit eigenen Arbeiten. Neben den von der Akademie vorgeschriebenen Arbeiten porträtierte er seine Freunde und Kommilitonen. Diese frühen Porträts sind naturalistisch und auf akademische Art in vorwiegend grauen, braunen bis schwarzbraunen Tönen mit Highlights in Ocker gehalten. Er legte viel Wert auf Licht-/Schatten-Kontraste und akzentuierte den Lichteinfall.
Als zweite Phase seines Schaffens kann seine Zeit in Antwerpen gesehen werden. Zu seinen dortigen Freunden gehörte auch Lawrence Alma-Tadema, der im selben Haus wie Matthijs und Jacob Maris lebte. Sie gingen häufig zusammen aus, um Landschaften, Stadtansichten oder Szenen des Markttreibens zu malen. Aus dieser Zeit – 1856 – stammt das Bild Markttafereel, das im Den Haager Gemeindemuseum hängt und zeigt, dass Maris seine Bilder mit Bleistift entwarf, bevor er mit Farbe arbeitete. Auf dieselbe Weise ging er in dieser Zeit bei seinen Aquarellen vor.
Die dritte Phase begann, als er 1858 nach erfolgreichem Studienabschluss nach Den Haag zurückkehrte. Diese Phase sollte bis 1869 dauern. Matthijs trat der Haager Künstlervereinigung Pulchri Studio bei, wodurch er die Möglichkeit erhielt, zweimal wöchentlich nach einem lebenden Modell zu malen. Gleichwohl hielt sich sein Drang, seinen Lebensunterhalt mit Malen zu verdienen, sehr in Grenzen. Für Matthijs war das Malen eine Wiedergabe seiner innersten und wahrsten Gefühle und Gedanken. Damit entstand ein Konflikt zwischen den Wünschen seiner Auftraggeber und seinen eigenen Bedürfnissen. Er widmete sich oft der Oosterbeekschen Landschaft und malte naturalistische Szenen in waren rostbraunen, olif- bis gelbgrünen Tönen mit hellgrauen Effekten und sparsam eingesetzten lichtblauen Himmelsfarben. Die Struktur von Baumstämmen oder Wurzeln akzentuierte er, indem er mit dem Pinselendstück Linien einkratzte, Gräser, Sträucher, Bodenbewuchs der Wald- und Deichlandschaften weisen eine Struktur auf, als ob er auf sehr grobem Papier gearbeitet hätte. Die Verwandtschaft zwischen Matthijs und Jacob ist in dieser Zeit in ihren Werken deutlich sichtbar.
Ende 1860 begann Matthijs sich stets mehr zurückzuziehen und abzusondern, folgte 1869 aber nach langem Zögern seinem Bruder nach Paris, wo die vierte Phase seines Schaffens begann und er zunächst zur Sicherung des Lebensunterhalts überwiegend Stadtansichten schuf. Die grauen Häuserzeilen um Montmartre, die dortigen Mühlen, ein kleines Eckcafé waren seine bevorzugten Motive.
In London begann Matthijs' fünfte und letzte Schaffensphase, die bis zu seinem Tod andauern sollte und vom künstlerischen Gesichtspunkt die unproduktivste war. Er produzierte nur wenig; an vielen Werken arbeitete er jahrelang. Im Laufe der Zeit war er darüber hinaus von schnell voranschreitenden Sehproblemen gehindert. Das letzte Werk, das er 1900 begonnen und an dem er bis zu seinem Tod gearbeitet hatte, war Grief (Trauer), auch „Vanished Illusions“ genannt, das sich heute in Privatbesitz befindet.